# Ігнатенко Василь Іванович
Васи́ль Іва́нович Ігна́тенко (13 березня 1961 — 13 травня 1986) — ліквідатор аварії на Чорнобильській АЕС, командир відд. 6-ї самостійної воєнізованої пожежної частини з охорони міста Прип'ять.  Герой України. ( 21.04.1996) - посмертно, Кавалер Орден Червоного Прапора (25.09.1986) - посмертно, Кавалер Хрест «За мужність» ( 07.05.1996) - посмертно. Майстер спорту СРСР (1984) 

## Біографія
Згідно з офіційною біографією, народився 13 березня 1961 року в міському селищі Брагін в Білорусі. За свідченнями рідних народився в с. Спарижжя Брагінського р-ну БРСР, у 47 км від Прип'яті:
|  | Від міста Прип'ять до села Спарижжя, де жили його батьки, сорок кілометрів. Сіяти, орати... Його улюблені роботи... Мати часто згадувала, як не бажали вони з батьком відпускати його до міста, навіть новий дім побудували. Забрали до армії. Служив у Москві у пожежних військах, і коли повернувся: тільки у пожежні! Нічого іншого не визнавав. Оригінальний текст (рос.) От города Припять до деревни Сперижье, где жили его родители, сорок километров. Сеять, пахать... Его любимые работы... Мать часто вспоминала, как не хотели они с отцом отпускать его в город, даже новый дом построили. Забрали в армию. Служил в Москве в пожарных войсках, и когда вернулся: только в пожарники! Ничего другого не признавал. |

Як свідчать батьки, після закінчення середньої школи він навчався в Гомельському училищі електротехніки. Військова служба пройшла в одній із пожежних частин Москви, після демобілізації Василь намагався влаштуватись на роботу пожежником у Чернігові, але там не було вільних місць. Він подався в Прип'ять.
Старший сержант внутрішньої служби, майстер спорту СРСР, працював пожежним на Чорнобильській АЕС. Брав безпосередню участь у гасінні пожежі на АЕС в ніч з 25 на 26 квітня 1986 року.
Помер 13 травня 1986 року. Похований на Митинському кладовищі в Москві.

## Сім'я
Дружина — Людмила, українка з Івано-Франківщини. Потім проживала в Києві. Їй присвячено шведський документальний фільм «Голос Людмили» (2001).
Донька Наталія народилась вже після смерті батька, але через пару годин лікар який був там,вбив дитину..

## Нагороди
- 21 квітня 2006 року за геройський подвиг в ім'я життя нинішніх і прийдешніх поколінь, особисту мужність і самопожертву, виявлені у ліквідації аварії на Чорнобильській АЕС присвоєно звання Герой України з удостоєнням ордена «Золота Зірка» (посмертно)[7]
- 8 травня 1996 року за особисту мужність і відвагу, виявлені у ліквідації аварії на Чорнобильській АЕС нагороджений відзнакою Президента України — хрестом «За мужність» (посмертно)[8]
- Нагороджений орденом Червоного Прапора (посмертно)[9]

## Вшанування Пам'яті

Погруддя Василя Ігнатенка, Меморіальний комплекс жертв Чорнобильської катастрофи в Києві, 29.06.2019

### Україна
- У багатьох містах України є Вулиця Героїв Чорнобиля, до яких належить Василь Ігнатенко.
- У місті Яготин є вулиця Василя Ігнатенка.

### Білорусь
- 25 серпня 2007 року в м. Брагін (Білорусь) встановлено й освячено пам'ятну дошку на честь героя Чорнобиля — Ігнатенка В. І.
- Монумент на центральній площі Брагіна.
- Експозиція в Брагінському історичному музеї (вересень 2008 року).

### У кінематографі
- Згадується у документальному фільмі «Чорнобиль: Два кольори часу» (Укртелефільм, 1986—1988).
- Василю Ігнатенку та його дружині Людмилі присвячено шведський документальний фільм «Голос Людмили» (2001)[5][6].
- Історія Василя та Людмили Ігнатенків є однією з ключових у документальній драмі Світлани Усенко «Розщеплені на атоми» ("1+1", 2016)
- Подвигу і подальшій долі Василя присвячений один із головних підсюжетів мінісеріалу «Чорнобиль» 2019 року. Зокрема, автори використовують перспективу його та його дружини для зображення долі перших ліквідаторів Чорнобильської аварії та їхніх близьких.